# بيرل (ستيفن البطل)
بيرل هي شخصية خيالية من مسلسل الرسوم المتحركة 2013 ستيفن البطل من تأليف ريبيكا شوغر. هي «جيم» فضائية خيالية تظهر كحجر كريم عجيب تبرز جسم ثلاثي الأبعاد. بيرل هي شخصية مع احترام ذات منخفض بسبب الطريقة التي تم التعامل معها في مجتمع الجيمز. إنها كثيراً ما أشادت لكونها تصوير إيجابي لشخصية أحرار الجنس، من خلال هاجسها القوي الذي وصف «غير صحي».

## وصلات خارجية
- بيرل في قاعدة بيانات الأفلام على الإنترنت